# エギ・マウラナ・フィクリ
エギ・マウラナ・フィクリ（インドネシア語: Egy Maulana Vikri、2000年7月7日 - ）は、インドネシアのサッカー選手。インドネシア代表。ポジションはMFもしくはFW。
2017年10月にネクスト・ジェネレーション2017に選出された。

## クラブ歴
サッカー一家の生まれで、父がコーチを務めるサッカースクールでサッカーを始めた。U-12年代の大会で名をあげると、中学校からはスポーツ選抜の学校に進んだ。2016年のゴシアカップでは優勝の立役者として最優秀選手に輝いた。
2017年末にはタイ・リーグ2のチャイナートFCからオファーが来るなど、国外でも知られる存在となった。しかし本人は専ら欧州を希望しており、渡欧してトライアルに参加する事とした。SLベンフィカ、スポルティングCP、RCDエスパニョール、ヘタフェCF、ASサンテティエンヌ、アヤックス・アムステルダム、レギア・ワルシャワ、それに加えてイタリアのクラブからもトライアルの打診を受けた。しかし最終的にはエクストラクラサのレヒア・グダニスクがトライアルなしでオファーを出してきたため、彼は選手としての出発点をこのクラブにする事に決めた。
2018年3月11日にレヒア・グダニスクに加入、契約自体は彼が18歳の誕生日を迎えたその日からの3年契約となる。背番号は10番を与えられた。同年12月22日にトップチーム初出場 を記録した。また、翌年のスーパーカップでも途中出場を記録した。しかしトップチームでの出場機会は増えず、2021年6月30日に契約満了で退団する事が発表された。
同年8月30日にフォルトゥナ・リーガのFKセニツァが1年半延長オプションつきの半年契約で加入を発表。9月12日の試合で移籍後初出場。同月22日の試合ではスターティングメンバーに抜擢された。11月27日には初得点を記録したが、猛吹雪のためにハーフタイムで中断、3日後に行われた後半でも得点を記録した。フォルトゥナ・リーガでは週間ベストイレブンに選出された他、アジアサッカー連盟でも週間最優秀選手賞にも輝いた。

## 代表歴
年代別代表として各年代での出場経歴がある。
U-17代表としては2014年12月に初出場を記録したが、翌年インドネシア代表は活動停止処分を下された。
U-19代表としては2017年5月31日に第45回トゥーロン国際大会で初出場を記録した。同大会でインドネシアは最下位に終わったものの、彼はブレイクスルー賞を獲得した。また、2017 AFF U-19選手権では8得点の活躍を見せた。
U-23代表としては2017年11月16日に初出場を記録した。
A代表初出場は2017年12月2日に行われた2017 アチェ・ワールド・ソリダリティ・ツナミ・カップで初出場、なおこの時の彼は渡欧前で、プロ選手ですらなかった。代表初得点は2021年5月25日に行われたアフガニスタン代表との親善試合であった。FIFA公式戦初得点は2021年10月11日のAFCアジアカップ2023予選の台湾代表戦であった。2020 AFFスズキカップでは準決勝と決勝で得点を記録し、準優勝に貢献した。